# Helen Mountfield
Helen Mountfield (Londres, 14 de marzo de 1967) es una abogada y erudita jurídica británica, especializada en derecho administrativo, de derechos humanos y de igualdad. Ha sido directora de Mansfield College, Oxford desde 2018.

## Temprana edad y educación
Mountfield nació el 14 de marzo de 1967 en Londres, Inglaterra, y es hija de Sir Robin Mountfield y Anne Mountfield. [1] Fue a Crown Woods School, una escuela integral en Londres. [2] Estudió historia moderna en Magdalen College, Oxford, donde se graduó con una licenciatura (BA) de primera clase. [3] Luego se convirtió en ley, estudió y completó el Examen Profesional Común en Derecho de la City University. [2]

## Carrera

### Carrera legal
Mountfield fue ingresada en la profesión de abogada en Gray's Inn en 1991. [1] Fue miembro fundadora de Matrix Chambers en el 2000, en el cual aun practica. [2] [4] Ha sido juez municipal desde mayo de 2009 [5] y jueza suplente del Tribunal Supremo desde 2013. [1] Tomó la seda como Abogado de la Reina (QC) el 22 de marzo de 2010. [6]
Los casos notables en los que ha participado incluyen R (E) contra el Consejo de Administración de JFS, R (Tigere) v Secretario de Estado para Negocios, Innovación y Habilidades, y R (Miller) v Secretario de Estado para Salir de la Unión Europea. [4 ]

### Carrera académica
En enero de 2018, fue anunciada como la próxima directora de Mansfield College, Oxford: asumió el cargo en septiembre de 2018. [1] [3] [2] [4] Es coautora de siete ediciones de Blackstone's Guide to the Human Rights Act 1998 (Guía de Blackstone de la Ley de Derechos Humanos de 1998), que es una monografía sobre la Ley de Derechos Humanos de 1998.

## Vida personal
En 2005, Mountfield se casó con Damian Tambini. Juntos tienen tres hijas. [1]

## Trabajos importantes
- Wadham, John; Mountfield, Helen (1999). Blackstone's Guide to the Human Rights Act 1998 (1st edición). London: Blackstone. ISBN 978-1854318374.
- Wadham, John; Mountfield, Helen (2000). Blackstone's Guide to the Human Rights Act 1998 (2nd edición). London: Blackstone Press. ISBN 978-1841741734.
- Wadham, John; Mountfield, Helen; Edmundson, Anna (2003). Blackstone's Guide to the Human Rights Act 1998 (3rd edición). Oxford: Oxford University Press. ISBN 978-0199254538.
- Wadham, John; Mountfield, Helen; Edmundson, Anna; Gallagher, Caoilfhionn (2007). Blackstone's guide to the Human Rights Act 1998 (4th edición). Oxford: Oxford. ISBN 978-0199299577.
- Wadham, John; Mountfield, Helen; Gallagher, Caoilfhionn; Prochaska, Elizabeth (2009). Blackstone's Guide to the Human Rights Act 1998 (5th edición). Oxford: Oxford University Press. ISBN 978-0199574421.
- Wadham, John; Mountfield, Helen; Prochaska, Elizabeth; Brown, Christopher (2011). Blackstone's Guide to the Human Rights Act 1998 (6th edición). Oxford: Oxford University Press. ISBN 978-0199697007.
- Wadham, John; Mountfield, Helen; Prochaska, Elizabeth; Desai, Christopher Brown (2015). Blackstone's Guide to the Human Rights Act 1998 (7th edición). Oxford: Oxford University Press. ISBN 978-0198705758.